# Albert von Rechberg
Albert  Ulrich Maximilian Eustach Kaspar Bernhard Graf von Rechberg und Rothenlöwen zu Hohenrechberg (* 7. Dezember 1803 in Regensburg; † 27. Dezember 1885 auf Schloss Donzdorf) war ein Standesherr der Königreiche Bayern und Württemberg und von 1860 bis 1872 Präsident der württembergischen Kammer der Standesherren. Er entstammte dem alten schwäbischen Adelsgeschlecht der Grafen von Rechberg.

## Leben und Wirken
Albert von Rechberg  war der Sohn von Graf  Aloys von Rechberg (* 1786; † 1849) und der Gräfin Maria Anna (* 1778; † 1825). Albert hatte vier Schwestern und einen Bruder, den Grafen Johann Bernhard von Rechberg. Albert stand bis zum Jahre 1830 im diplomatischen Dienst für Bayern. 1833 wurde er als Stellvertreter seines Vaters Mitglied in der württembergischen Kammer der Standesherren. Bereits sieben Jahre vor dem Tod seines Vaters folgte er diesem per Vertrag in der Standesherrschaft als Majoratsherr in Donzdorf nach. 1848 war er Mitglied des Vorparlaments. Von 1860 bis 1872 war er Präsident der Ersten Kammer der Württembergischen Landstände. 1861 wurde er von König Karl mit dem Großkreuz des Ordens der Württembergischen Krone ausgezeichnet. 1862 unterstützte Albert die Gründung des Deutschen Reformvereins. Seine 1868 vorgenommene Kandidatur für das Zollparlament scheiterte. Nach 1871 nahm Albert an keiner Sitzung der Landstände mehr teil und ließ sich seither durch seinen Sohn Otto von Rechberg vertreten. Albert von Rechberg war auch Mitglied der Kammer der Reichsräte der Krone Bayerns.

## Ehe und Nachkommen
Graf Albert heiratete am 6. Juli 1830 in Donzdorf seine Cousine Walpurga Marie Julie Gräfin von Rechberg (* 16. Januar 1809 in München; † 6. April 1883 in Donzdorf).
Aus Alberts Ehe mit Walpurga gingen sieben Kinder hervor:
- Julie (* 29. September 1831 in Donzdorf; † 21. Januar 1850 in München)
- Graf Otto von Rechberg (* 23. August 1833 in Donzdorf; † 20. März 1918 ebenda); verheiratet seit 1870 mit Prinzessin Therese zu Hohenlohe-Schillingsfürst (* 1851; † 1923)
- Marianne Pauline (* 18. Dezember 1834 in Donzdorf; † 3. Mai 1910 in Moos); verheiratet seit 1858 mit Graf Friedrich von Quadt zu Wykradt und Isny (* 1818; † 1892)
- Bertha (* 14. Mai 1841 in Donzdorf; † 21. Februar 1842 ebenda)
- Karoline (* 1. Oktober 1842 in Donzdorf; †  27. Januar 1926 in Steißlingen); verheiratet seit 1864 mit Freiherr Roderich von Stotzingen (* 1822; † 1893)
- Marie (* 8. August 1844 in Donzdorf; † 1. April 1914 in Möggingen); verheiratet seit 1878 mit Graf Adolf von Walderdorff († 1919)
- Albertine (* 19. September 1846 in Donzdorf; † 28. Dezember 1858 ebenda)